# Officierstraat
De Officierstraat is een straat in het historisch centrum van Bredevoort. De straat begint als zijstraat van de Landstraat en loopt dan geheel door tot aan de Koppelstraat.

## Geschiedenis
De straat herinnert aan het vestingverleden toen Bredevoort nog een garnizoenstadje was. Tegenwoordig staan er geen militaire gebouwen meer, maar wel enkele stadsboerderijtjes. Opmerkelijk zijn de rooilijnen van de gevels in deze straat die als de tanden van een zaagblad verspringen.
Ambthuiswal · Ambtshof · Bastionstraat · Bleekwal · Boterstraat · Frederik Hendrikstraat · Ganzenmarkt · Gasthuisstraat · Hozenstraat · Izermanstraat · Kerkstraat · Kleine Gracht · Kloosterdijk · Koppelstraat · Kruittorenstraat · Landstraat · Markt · Muizenstraat · Officierstraat · Pater Jan de Vriesstraat ·  Prins Mauritsstraat · Prinsenstraat · Roelvinkstraat · Stadsbroek · Stationsweg · Vismarkt · 't Walletje · 't Zand